# Jadwiga Smosarska
Jadwiga Filipina Smosarska née le 23 septembre 1898 à Varsovie et morte le 1er novembre 1971 dans cette même ville est une actrice de cinéma et de théâtre polonaise.

## Filmographie
- 1937 : Skłamałam
- 1937 : Ułan Księcia Józefa
- 1936 : Barbara Radziwiłł
- 1936 : Jadzia
- 1935 : Dwie Joasie
- 1934 : Czy Lucyna to dziewczyna? : Lucyna Bortnowska / Julian Kwiatkowski
- 1933 : Prokurator Alicja Horn
- 1932 : Cœurs ardents : Hanka
- 1932 : Księżna Łowicka
- 1930 : Sang : Rena Czarska
- 1929 : Grzeszna miłość
- 1928 : Tajemnica starego rodu
- 1927 : Ziemia obiecana
- 1927 : Uśmiech losu
- 1926 : Trędowata
- 1925 : Iwonka
- 1924 : O czym się nie mówi
- 1923 : Niewolnica miłości
- 1922 : Kizia
- 1922 : Strzał
- 1922 : Tajemnica przystanku tramwajowego
- 1921 : Cud nad Wisłą
- 1920 : Bohaterstwo polskiego skauta
- 1919 : Dla szczęścia

doublage vocal
- Blanche-Neige en 1947.